# José Amarillas Valenzuela
José Amarillas Valenzuela va ser un militar mexicà que va participar en la Revolució mexicana. Va néixer el 1878 a Potam, municipi de Guaymas, Sonora. D'ascendència yaqui. Es va unir a la lluita contra Victoriano Huerta, formant part dels “Fieles de Huiviris”, sota el comandament del Capità Lino Morales. Juntament amb el General Álvaro Obregón, va dur a terme tota la Campanya del Nord-oest. A les darreries de 1914, a Veracruz, els yaquis van formar el 20è Batalló de Sonora, sota el comandament de Lino Morales i Amarillas Valenzuela. El 14 de febrer de 1924, va participar en la batalla d'Ocotlán al costat del general Joaquín Amaro Domínguez i el general Heliodoro Charis, qui va ser ferit. Va ser Cap d'Operacions en diversos estats, arribant a obtenir el grau de General de Divisió. Va morir a Sonora, Sonora el 1959, les seves restes van ser portades a Irapuato, Guanajuato.